# Manacus candei
Manacus candei е вид птица от семейство Манакинови (Pipridae).

## Разпространение
Видът е разпространен в Белиз, Гватемала, Коста Рика, Мексико, Никарагуа, Панама и Хондурас.